# Championnat de France Nationale 1 de tennis de table 1991-1992
 (mars 2023).
Si vous disposez d'ouvrages ou d'articles de référence ou si vous connaissez des sites web de qualité traitant du thème abordé ici, merci de compléter l'article en donnant les références utiles à sa vérifiabilité et en les liant à la section « Notes et références ».
 (mars 2023).
Navigation
Nationale 1 1990-1991 Nationale 1 1992-1993

## Deuxième Phase

### Championnat Hommes
| Poule A                 | Poule B            | Poule D          | Poule F         | Poule G               |
| ----------------------- | ------------------ | ---------------- | --------------- | --------------------- |
| Douai TT                | US Kremlin-Bicêtre | VGA Saint-Maur 1 | TT La Tronche   | CA Bègles             |
| ACS Fontenay-sous-Bois  | St-Cyr-sur-Loire   | SA Souché Niort  | Thiais          | VGA Saint-Maur 2      |
| AC Boulogne-Billancourt | -                  | 4S Tours TT      | CTT Élancourt   | TTC Nantes Atlantique |
| Saint Denis US 93 TT    | -                  | Salbris TT       | US Saint-Egrève | CAM Bordeaux          |
| ASL Proville            | -                  | TTGF Angoulême   | SOS Charenton   | Toulouse OAFC         |
| Roubaix TT              | -                  | GV Hennebont TT  | ASPC Nîmes      | US Créteil TT         |

| Cl | Equipes          | Pts | J | V | N | D |
| -- | ---------------- | --- | - | - | - | - |
| 1  | Draveil          | 15  | 5 | 5 | 0 | 0 |
| 2  | USM Vire         | 13  | 5 | 4 | 0 | 1 |
| 3  | Bois-Colombes    | 10  | 5 | 2 | 1 | 2 |
| 4  | Avenir de Rennes | 10  | 5 | 2 | 1 | 2 |
| 5  | SS La Romagne    | 7   | 5 | 1 | 0 | 4 |
| 6  | ASPTT Brest      | 5   | 5 | 0 | 0 | 5 |

### Championnat Femmes
| Poule A               | Poule C                |
| --------------------- | ---------------------- |
| Amiens STT            | ES Saint-Pierre Cholet |
| US Kremlin Bicêtre 2  | VGA Saint-Maur         |
| ASPTT Lille Métropole | CP Aigrefeuille        |
| ASPC Rouen            | LA Roche ESO           |
| AS Salbris            | AL Eysines             |
| Évreux ÉC             | AJK Vannes             |

| Cl | Equipes                | Pts | J | V | N | D |
| -- | ---------------------- | --- | - | - | - | - |
| 1  | PLR Brest 1            | 15  | 5 | 5 | 0 | 0 |
| 2  | Dinan                  | 13  | 5 | 4 | 0 | 1 |
| 3  | St-Nicolas d'Aliermont | 11  | 5 | 3 | 0 | 2 |
| 4  | Viry-Chatillon         | 9   | 5 | 2 | 0 | 3 |
| 5  | USO Mondeville         | 7   | 5 | 1 | 0 | 4 |
| 6  | ASPC Rouen             | 5   | 5 | 0 | 0 | 5 |

| Cl | Equipes                   |
| -- | ------------------------- |
| 1  | AL Eysines                |
| 2  | PLR Brest 2               |
| 3  | AC Boulogne-Billancourt 2 |
| 4  | PSJ Tinchebray            |
| 5  | La Montagne               |
| 6  | La Roche ESO 2            |